# Мухтаров, Ильгар Юсиф оглы
Мухтаров, Ильгар Юсиф оглы (азерб. İlqar Muxtarov) — азербайджанский дипломат, юрист, Чрезвычайный и Полномочный Посол Азербайджанской Республики в Мексиканских Соединённых Штатах (2009—2016), Чрезвычайный и Полномочный Посол Азербайджанской Республики в Ватикане.

## Биография
Ильгар Юсиф оглы Мухтаров родился 29 сентября 1969 года в городе Баку. Он учился на факультете востоковедения Бакинского государственного университета, позже продолжил обучение по специальности международное право.
В 1996—1998 годах работал в департаментах Европы, США и Канады Министерства иностранных дел. В 1998—2005 годах работал в посольстве Азербайджана в США. В 2005 году занимал должность первого секретаря в Министерстве иностранных дел Азербайджанской Республики.
С июня 2006 года был начальником департамента Америки Министерства иностранных дел Азербайджана. С 2007 года работал в политическом отделе посольства Азербайджана в США. В 2007—2009 годах занимал должность временного поверенного в делах посольства Азербайджана в США.
14 апреля 2009 года Президент Ильхам Алиев назначил его Чрезвычайным и Полномочным Послом Азербайджанской Республики в Мексике. Ильгару Мухтарову был присвоен дипломатический ранг Чрезвычайного и Полномочного Посла Азербайджанской Республики. Как посол Азербайджана, он также был аккредитован в Коста-Рике, Гватемале, Колумбии, Панамеи Перу.
7 июля 2012 года Президент Ильхам Алиев подписал указ о награждении сотрудников дипломатической службы. В соответствии с этим указом Ильгар Мухтаров был награждён орденом «За службу Отечеству» III степени за плодотворную деятельность в органах дипломатической службы Азербайджанской Республики.
В 2022 году он был назначен Чрезвычайным и Полномочным Послом Азербайджанской Республики при Святом Престоле.
В 2025 году награждён Большим крестом ордена Пия IX.